# Rue Belidor
La rue Belidor est une voie du 17e arrondissement de Paris, en France.

## Situation et accès
La rue Belidor est une voie publique située dans le 17e arrondissement de Paris. Elle débute au 93, avenue des Ternes et se termine au 71, boulevard Gouvion-Saint-Cyr.

## Origine du nom
Elle porte le nom de l'ingénieur hydrographe Bernard Forest de Belidor (1698-1761).

## Historique
Cette ancienne voie de la commune de Neuilly est classée dans la voirie parisienne par décret du 23 mai 1863.
Avant 1867, la rue Belidor s'appelait « rue des Montagnes-Russes » car son prolongement conduisait à cette attraction foraine installée pour la première fois en 1816, à la barrière des Ternes, et inspirée par les montagnes de neige sur lesquelles, chaque hiver, les  habitants de Saint-Pétersbourg se laissaient glisser. Elle prend sa dénomination actuelle par décret du 27 février 1867.

## Bâtiments remarquables et lieux de mémoire
- Au no 13 : le peintre Paul-Louis Delance y a vécu avec son épouse Julie Delance-Feurgard, peintre elle-aussi, qui y mourut en 1892.